# Mihăileni (Sibiu)
Mihăileni is een Roemeense gemeente in het district Sibiu.
Mihăileni telt 932 inwoners.